# Perithemis rubita
Perithemis rubita är en trollsländeart som beskrevs av Meryle Byron Dunkle 1982. Perithemis rubita ingår i släktet Perithemis och familjen segeltrollsländor. IUCN kategoriserar arten globalt som livskraftig. Inga underarter finns listade i Catalogue of Life.